# شيوعية علمية

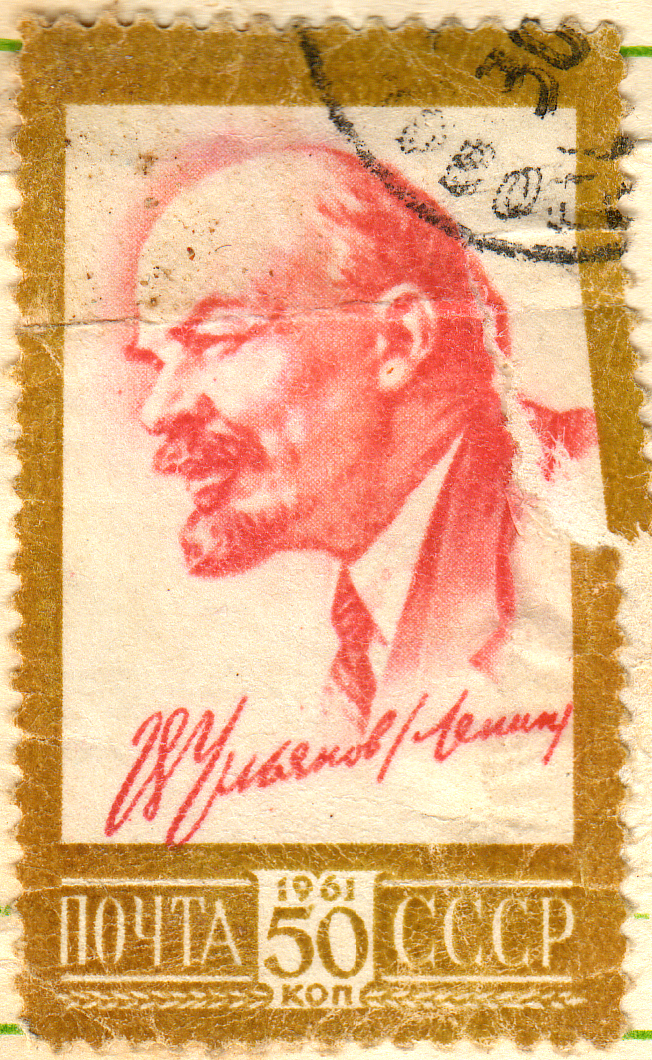

الشيوعية العلمية خلاصة أبحاث كارل ماركس وفريدريك أنجلز حيث يعتقد ماركس ان التطور الجدلي للرأسمالية، سيقضي عليها مولداً الكو، ويأتي ذلك من فهم وحدة صراع التناقضات التنافسية حسب شركات، أو اندماج شركات ليتولد شركات عابرة للقارات احتكارية تبدأ بالقضاء على الطبقة الوسطى، وبالتالي يبدأ التحول الكمي إلى كيفي بثورات شعبية، لتخلق مجتمع الشيوعيةالعلمية كنتيجة طبيعية للعلاقات الاقتصادية، ان الشيوعية قد نجحت في ثورات لكنها لم تبقي حتى تكون ثورة اممية، ومن الجدير ذكره ان الثورة الروسية (ثورة أكتوبر) قد سقطت بعد سبعين عاما اما الكوسموبوليتية التي قال عنها ماركس بدأت بالظهور الفعلي بعد عام 1990 بالاندماج، لتفقد صبغتها الوطنية والقومية وعلى سبيل الذكر اندماج شركة اوبل مع شركة جنرالما يعتقد منظري العولمة ان العولمة هي نهاية التاريخ، وهذا ما جاء في كتاب فوكوياما، العولمة نهاية التاريخ.